# God & Guns
God & Guns trinaesti je studijski album sastava Lynyrd Skynyrd.

## Popis pjesama
Standardna verzija
1. "Still Unbroken" - 5:06
2. "Simple Life" - 3:17
3. "Little Thing Called You" - 3:58
4. "Southern Ways" - 3:48
5. "Skynyrd Nation" - 3:52
6. "Unwrite that Song" - 3:50
7. "Floyd" - 4:03
8. "That Ain't My America" - 3:44
9. "Comin' Back For More" - 3:28
10. "God & Guns" - 5:44
11. "Storm" - 3:15
12. "Gifted Hands" - 5:22

Posebno izdanje
CD 1
1. "Still Unbroken" - 5:06
2. "Simple Life" - 3:17
3. "Little Thing Called You" - 3:58
4. "Southern Ways" - 3:48
5. "Skynyrd Nation" - 3:52
6. "Unwrite that Song" - 3:50
7. "Floyd" - 4:03
8. "That Ain't My America" - 3:44
9. "Comin' Back For More" - 3:28
10. "God & Guns" - 5:44
11. "Storm" - 3:15
12. "Gifted Hands" - 5:22

CD 2
1. "Bang Bang" - 3:10
2. "Raining In My Heartland" - 3:54
3. "Hobo Kinda Man" - 3:53
4. "Red White & Blue (Love it or Leave) (uživo)" - 5:42
5. "Call Me the Breeze (uživo)" - 5:49
6. "Sweet Home Alabama (uživo)" - 6:25

## Osoblje
Lynyrd Skynyrd
- Johnny Van Zant - glavni vokali
- Gary Rossington - gitara
- Rickey Medlocke – gitara, prateći vokali
- Mark Matejka – guitara, prateći vokali
- Ean Evans – bas-gitara, prateći vokali
- Michael Cartellone - bubnjevi
- Billy Powell - klavijature

Dodatni glazbenici
- Dale Krantz Rossington - prateći vokali
- Carol Chase - prateći vokali